# Ülviyyə Fətəliyeva
Ülviyyə Hasil qızı Fətəliyeva, nota anche con la traslitterazione anglosassone Ulviyya Fataliyeva (Gəncə, 3 agosto 1996), è una scacchista azera, maestro internazionale.
Ha ottenuto la medaglia d'argento alle Olimpiadi degli scacchi nel 2022 e si è laureata campionessa europea nel 2024.

## Carriera
Ha vinto il campionato europeo femminile U14 nel 2010, il campionato azero juniores femminile (U20) nel 2011 e il campionato europeo femminile U18 nel 2014. 
Nel 2016 partecipa con la seconda squadra della nazionale azera femminile alle Olimpiadi di Baku, ottenendo il punteggio di 8 su 10 in terza scacchiera.
Nel 2017 ha ottenuto il secondo posto nel campionato azero femminile (vinto da Gunay Mammadzada)  e la medaglia d'argento individuale e di squadra nella Coppa europea di scacchi per club di Antalya.    
Tra luglio e agosto 2022 partecipa alle Olimpiadi di Chennai, ottenendo l'argento personale come riserva. Sempre in agosto giunge 3ª nell'Europeo femminile individuale di quell'anno.
Nel 2024 vince il suo primo campionato europeo femminile, tenutosi nella città di Rodi, dove ottiene il punteggio di 8,5 su 10.
Ha ottenuto il suo massimo rating FIDE in agosto 2022, con 2413 punti Elo.